# Мульяш, Мария Борисовна
Мари́я Бори́совна Мулья́ш (24 августа 1922, Петроград — 14 марта 2008, Москва) — заслуженный работник культуры РФ (1994), лауреат премии «Овация», главный редактор концертного зала «Россия».

## Биография

### Ранние годы
Мария Мульяш родилась в Петрограде в 1922 году. Семья жила на петроградской стороне, жили в достатке, дед был портным. Мама Марии Мульяш, Анна Александровна училась в Смольном институте благородных девиц.
Отец, Борис Осипович, был предприимчивым человеком, занимался цирком, эстрадой, владел мастерскими и небольшим магазинчиком.
После рождения Марии, семья переехала в Москву, поселившись в районе Петровского бульвара, а затем в Черкасском переулке, где родилась сестра Вера. В начале тридцатых годов к ним переехала сестра матери Роза, артистка театра «Трокадеро», со своей семьёй: вторым мужем Петром Григорьевичем Орловским и тремя детьми.
Одним из ярких впечатлений юности Марии, было выступление на сцене артиста и антрепренёра Всеволода Александровича Блюменталь-Тамарина, сына знаменитой актрисы Малого театра Марии Михайловны Блюменталь-Тамариной.
Агентство отца Марии Мульяш, Бориса Осиповича, называлось ГОМЭЦ — Государственное объединение музыки, эстрады и цирка (Государственное объединение музыкальных, эстрадных и цирковых предприятий). Отец организовывал гастроли студии Алексея Арбузова при Вахтанговском театре. Дядя Марии, Пётр уехал в Сталинабад и возглавил филармонию. После войны Мария ездила с концертными бригадами, посетив города Муром, Куйбышев, Сталинабад, Ташкент, где подхватила гепатит и попала в больницу с перитонитом.
Именно в Сталинабаде, в театре оперы и балета Мария Мульяш начала заниматься вокалом. Вокальное образование она продолжила в музыкальном училище имени Ипполитова-Иванова, а также на факультете музыкальной комедии в Институте им. Глазунова (ныне Петрозаводская государственная консерватория).

### Семья
Первый раз Мария Мульяш вышла замуж за дирижёра Сталинабадского театра оперы и балета, лауреата Всесоюзного конкурса скрипачей Бориса Семёновича Фишмана (1906—1964). В 1944 году они вернулись в Москву, где столкнулись с неожиданными трудностями: квартира и имущество были потеряны. Из воспоминаний Мария Мульяш, причиной тому были махинации домоуправов, а также нечестность домработницы Нюры, которая продала имущество. Мария с мужем поселились в гостинице «Москва», где также жили Михаил Жаров, Сергей Лемешев, Ирина Масленникова, а также труппа Ленинградского театра комедии под руководством Н. П. Акимова. Б. Фишман давал уроки молодому скрипачу Валерию Климову, который в 1958 году получил первую премию на международном конкурсе им. Чайковского, и дальнейшее своё обучение продолжил под руководством знаменитого Давида Ойстраха.
В получении квартиры им помог Дмитрий Шостакович, и вскоре они переехали в дом на Беговой, где жили Александр Вертинский с семьей, Суламифь Мессерер, Георгий Фарманянц. В 1964 году Борис Фишман скончался. Его коллекцию из семи скрипок Мария Мульяш раздала его ученикам, в частности одна из них перешла к её двоюродному брату, Якову Орловскому, директору «Российского государственного академического камерного Вивальди-оркестра» Светланы Безродной.
Вторым супругом Марии Мульяш стал Николай Георгиевич Петренко, директор областной филармонии и директор Мюзик-Холла. На регистрацию брака Марии Мульяш и Николая Петренко пришли Майя Кристалинская, Асаф Мессерер, И. В. Тихомирнова, которая в качестве свадебной фаты предложила головой убор Китри, в котором танцевала в балете «Дон Кихот». И вскоре семья поселилась на улице Горького. Надёжным другом семьи стала Людмила Зыкина, помогавшая семье долгие годы.
Вместе со вторым мужем Мария Мульяш ставила большое количество программ, посвященных памятным датам, юбилеям Победы, Великой Отечественной войне. В программах были заняты любимые артисты советской публики Марк Бернес, Борис Андреев, Людмила Зыкина.
Мария Борисовна является частью большой творческой семьи, включающей певицу Ирину Фогельсон, племянницу Марии Мульяш, а также её брата — заслуженного деятеля искусств РФ, профессора и пианиста Эммануила Монасзона.

## ГЦКЗ Россия
После учёбы Мария Мульяш работала в Москонцерте, где занималась организацией эстрадного дела. Заместителем директора Москонцерта был Лев Маркович Фельдман, знаток концертного дела. Согласно собственному признанию Мульяш, Москонцерт тогда выпускал около 100 концертных программ в день. В последующие годы занималась эстрадными программами в областной филармонии, сотрудничала с Театром массовых представлений. Однако основным местом работы Марии Мульяш безусловно является ГЦКЗ Россия, в который она пришла в год основания и где проработала с 1971 года и до конца своей жизни в должности редактора. На работу в «Россию» Марию пригласил Фельдман и назначил её Главным редактором первой официальной программы.
Помощником режиссёра стала Галина Белова. Вторым помощником режиссёра — Дмитрий Крылов. Директором зала назначен Георгий Орестович Строев, заместитель Екатерины Алексеевны Фурцевой. Официальное открытие состоялась 5 ноября 1971 года. Через несколько лет Художественным руководителем зала был назначен Пётр Михайлович Шаболтай.

Пётр Шаболтай, как свежий ветер, вернул в Зал состояние творческого подъёма и надежды. Именно он заставил нас поверить, что мы снова можем быть одной командой. Его кабинет стал штабом великих творческих идей и проектов, которые обязательно реализовывались.
— Мария Мульяш
Среди приглашаемых Марией Борисовной артистов были звезды эстрады прошлых и нынешних лет, корифеи шоу-бизнеса, те, кого было принято[кем?] считать элитой культурной жизни страны. Среди них Аркадий Райкин, Ирина Архипова, Клавдия Шульженко, Иосиф Кобзон, Лев Лещенко, Екатерина Максимова, Владимир Васильев, Михаил Барышников, Марис Лиепа, Муслим Магомаев, Валерий Леонтьев, и многие другие.
Мария Борисовна также устраивала творческие вечера актёрских династий: Райкиных, Любезновых, Соломиных, Плисецких — Мессерер.
Многим артистам именно она открыла дорогу на эстраду. Благодарные друзья и коллеги ласково называли Марию Борисовну — Муся. По мнению коллег, Мария Борисовна была уникальным специалистом, поскольку умела удивительным образом «объединить в одном шоу актёров нескольких поколений эстрады, театра, кино, оперы и балета».

### Последние годы
Мария Борисовна очень тяжело болела. В клинике её навещал Иосиф Кобзон. Она боролась за жизнь, в этом ей помогало жизнелюбие и поддержка близких. Однако 14 марта 2008 года Мария Борисовна скончалась в московской клинике.
Она похоронена на Донском кладбище рядом со своим мужем, Николаем Георгиевичем Петренко. Неподалёку находится могила близкой подруги Марии Борисовны — Майи Кристалинской.

## Награды
- Заслуженный работник культуры РФ (1994)[1]
- Лауреат премии «Овация» в номинации «Легенда» (2007)[15]
- Премия журнала «Балет» Душа танца — 2007, специальный приз в номинации «За высокое служение Терпсихоре» (2008)[16]
- Орден «Слава Нации», вручил Леонид Рошаль на юбилее в зале «Россия» в Лужниках, (2007)

23 мая на XI Официальной церемонии вручения Национальной Российской Премии в области зрелищ и популярной музыки за 2001 год в VIP-номинации «За честь и достоинство» была удостоена звания Лауреата Мария Борисовна Мульяш — признанная звезда российской эстрады.
— Пётр Шаболтай 
 Генеральный директор ГКД 
 Народный артист РФ

## Признание
23 апреля 2009 года в зале «Россия» в Лужниках состоялся Вечер памяти Марии Мульяш. В концерте участвовали: Людмила Гурченко, Владимир Зельдин, Театр «Русский балет» Вячеслава Гордеева, Тамара Гвердцители, Олег Газманов, Сергей Пенкин, Стас Пьеха, и многие другие. Сцена была оформлена сценографом Юрием Антизерским.

## Мария Мульяш об артистах
Андрей Миронов

«Андрей Миронов сказал мне: — Мария Борисовна, я сейчас еду в Ригу, беру с собой Гришу Горина, он сделает сценарий, и мы сотворим такой вечер! Я всё придумаю, будет много музыки, танцев, шуток.

Это была наша последняя встреча с Андрюшей. Он умер на сцене Рижского театра… Иногда я думаю о несостоявшемся концерте…Я вижу его…слышу Андрюшин голос и вспоминаю его всегда грустные глаза. Мне думается, что они с Гришей Гориным все-таки осуществили свою задумку, но только уже там, на небесах, и это стало праздником для обитателей рая.»— Мария Мульяш
Иосиф Кобзон

«Иосиф Кобзон и Леонид Рошаль — эти два Человека сотворены Богом по одной задумке. Помочь другому для них, как дышать. Присутствие Иосифа в коллективе — всегда праздник для коллег, а его выступление — праздник для зрителя.»
— Мария Мульяш
Рахиль Мессерер
Мария Мульяш много помогала семьям Суламифь Мессерер и её сыну от брака с мотогонщиком Левитиным, Михаилу; семье Рахиль Мессерер, с которой она очень была близка.

«Рахиль Михайловна провела несколько лет в ссылке, что загубило её здоровье и карьеру киноактрисы, но никак не повлияло на характер. Это была удивительная женщина, умная, добрая, она владела в совершенстве и своим физическим состоянием и душевным. 
 Сын Рахили, Александр был способным артистом с фактурной внешностью, танцевал на сцене ГАБТа. Ему требовалась операция на сердце, но до Америки довести не успели, и он умер в московской больнице. Последнее „прости“ этому замечательному, доброму и красивому человеку зрители и близкие пришли сказать ему в ЦДРИ. Александра Плисецкого любили и знали. Из детей Рахили он больше всех походил на неё умением понимать, слушать и любить. Много хороших слов было сказано о нём. Алик удачно занимался балетмейстерской деятельностью, он поставил спектакль „Серенада“ и, вместе в Мишей Лавровским „Порги и Бесс“, эти спектакли я привезла в Москву. Его дочь Анна в то время училась в Вагановском училище, а затем была приглашена в Мариинский театр. В её репертуаре был балет „Видение Розы“, который она танцевала с Андрисом Лиепой. Рахиль не могла поехать в Петербург, и я пригласила Аню танцевать на нашей сцене „Русскую“ из балета „Лебединое озеро“, которую ей поставила Алла Шелест, это случилось в 1991 году, за два года до смерти Рахили. Я всегда помогала Ане в ГЦКЗ Россия, приглашая в поддержку юной виновнице торжества артистов. И когда приехала Майя и задала мне никчёмный вопрос: „Как ты могла сделать творческий вечер Ане?“. Я ей с лёгким сердцем ответила: — Это было сделано в память твоей мамы. У неё обязательно всё получится, ведь она из рода Плисецких, и очень молода.»— Мария Мульяш
Майя Кристалинская
В театре Эстрады на Берсеньевской набережной Мария Мульяш организовала первый концерт Майе Кристалинской. В первом отделении концерта пела Кристалинская, а во-втором — Гелена Великанова.

«Она была, как птица, для которой петь и дышать — слова синонимы. У неё был красивый низкий голос, способный передать всю гамму душевных переживаний человека. Я не знала случая, чтобы Майя пела под фонограмму, она даже не знала, что это такое».
— Мария Мульяш
Майя Кристалинская, на протяжении тридцати лет страдавшая лимфогранулематозом, умерла 19 июня 1985 года в возрасте 53 лет. Мария Мульяш и режиссёр Галина Белова организовывали в ГЦКЗ «Россия» вечера памяти Майи Кристалинской. В 2002 году в одном из таких вечеров приняли участие Иосиф Кобзон, Людмила Зыкина, Нани Брегвадзе, Тамара Гвердцители. Известный поэт Борис Дубровин посвятил Марии Мульяш следующие строки:
Марии Борисовне Мульяш

Вы Майю нежно берегли

И не давали впасть в бессилье.

Так ей при жизни помогли,

Что этим жизнь её продлили.

Боль переменчивой молвы

Затихла, опустила крылья…

На самом деле Только Вы

Ей верность свято сохранили.

— Борис Дубровин, Москва, 2002
Песня «Нежность» с исполнении Майи Кристалинской, в которой есть слова Опустела без тебя Земля… навсегда осталась в памяти людей.